# QF 4,5-inch-Schiffsgeschütz Mk I–V
Das QF 4,5 inch (113 mm) war ein britisches Schiffsgeschütz. Die Kaliberlänge beträgt 45 (5,08 m). Es war die mittlere Standardrohrwaffe der Royal Navy gegen See-, Land- und Luftziele von 1938 bis in die 70er Jahre.
Offiziell wird das Kaliber mit 4,5 inch angegeben, was 114 mm entsprechen würde. Dies ist jedoch nur ein gerundeter Wert, genau beträgt das Kaliber 4,45 inch, was 113 mm entspricht.

## Entwicklung
Seit 1916 war das QF 4,7-Zoll-(120-mm)-Geschütz die Standardwaffe der Royal Navy im mittleren Kaliberbereich und wurde hauptsächlich auf Zerstörern eingesetzt. Seine Einsatzmöglichkeiten in der Flugabwehr waren jedoch eingeschränkt, da es weder eine Lafette mit einem Höhenrichtbereich von mehr als 55° noch ein entsprechendes Feuerleitgerät gab. Zudem mussten die Zünder von Hand eingestellt werden.
Das QF 4,5-Zoll-(113-mm)-Geschütz L/45 wurde ursprünglich als Mehrzweckwaffe für Flugzeugträger und modernisierte Schlachtschiffe und Schlachtkreuzer entwickelt. Später wurde es auch als Waffe für Zerstörer vorgesehen, um das allgegenwärtige QF 4,7-Zoll-(120-mm)-Geschütz zu ersetzen. Ungeachtet des kleineren Kalibers verschoss es eine schwerere Granate und erzeugte so mehr Wirkung.

## Varianten

### Mark I
Nach dem Fehlschlag der Entwicklung eines 5-Zoll-Geschützes eingeführt. Durch die Verwendung einer Granatpatrone, wo also Geschoss und Treibladung vereinigt und entsprechend schwer waren, war es für die Bedienungsmannschaften physisch anstrengend, die gewünschten Feuerraten bei dem rein manuell zu ladenden Geschütz zu erreichen. Das Geschütz wurde meist in Zwillingstürmen vom Typ Mark III montiert.

### Mark II
Bei der British Army als Flugabwehr-Geschütz eingeführt. Das Kaliber wurde auf 3,7 Zoll verringert, um dieselbe Munition wie vorhandene Waffen verwenden zu können.

### Mark III
Bis auf den Feuermechanismus identisch mit Mark I. Das Geschütz wurde in Zwillingstürmen vom Typ Mark II oder Mark IV montiert.

### Mark IV
Verwendete zweiteilige Munition (Ladung und Geschoss getrennt). Wurde speziell für kleinere Kriegsschiffe entwickelt und auf Lafetten vom Typ BD Mark IV, CP Mark V and UD Mark VI montiert.

### Mark V
Weiterentwicklung der Mark IV mit ferngesteuertem Antrieb und höherer Feuerrate durch eine Ladeautomatik.
Insgesamt wurden rund 800 Geschütze der verschiedenen Baumuster hergestellt.

## Verwendung

### Einheiten
(Aufzählung unvollständig)
- Dido-Klasse (Leichte Kreuzer Scylla und Charybdis)
- diverse Flugzeugträger (Illustrious-Klasse, Implacable-Klasse, Audacious-Klasse)
- die diverse Hilfseinheiten
- die Zerstörer der Z-Klasse
- die Zerstörer der Daring-Klasse